# Hieracium krivanense
Hieracium krivanense es una especie de planta con flor del género Hieracium, de la familia Asteraceae, orden Asterales.

## Distribución
Hieracium krivanense se distribuye por Polonia y Eslovaquia.

## Taxonomía
Fue descrita científicamente por (Woloszcz. & Zahn) R. N. Shlyakov.
Tratamiento taxonómico
La especie aparece registrada en una sección de la publicación Fl. Evropeískoí Chasti SSSR.